# Калейдоскоп

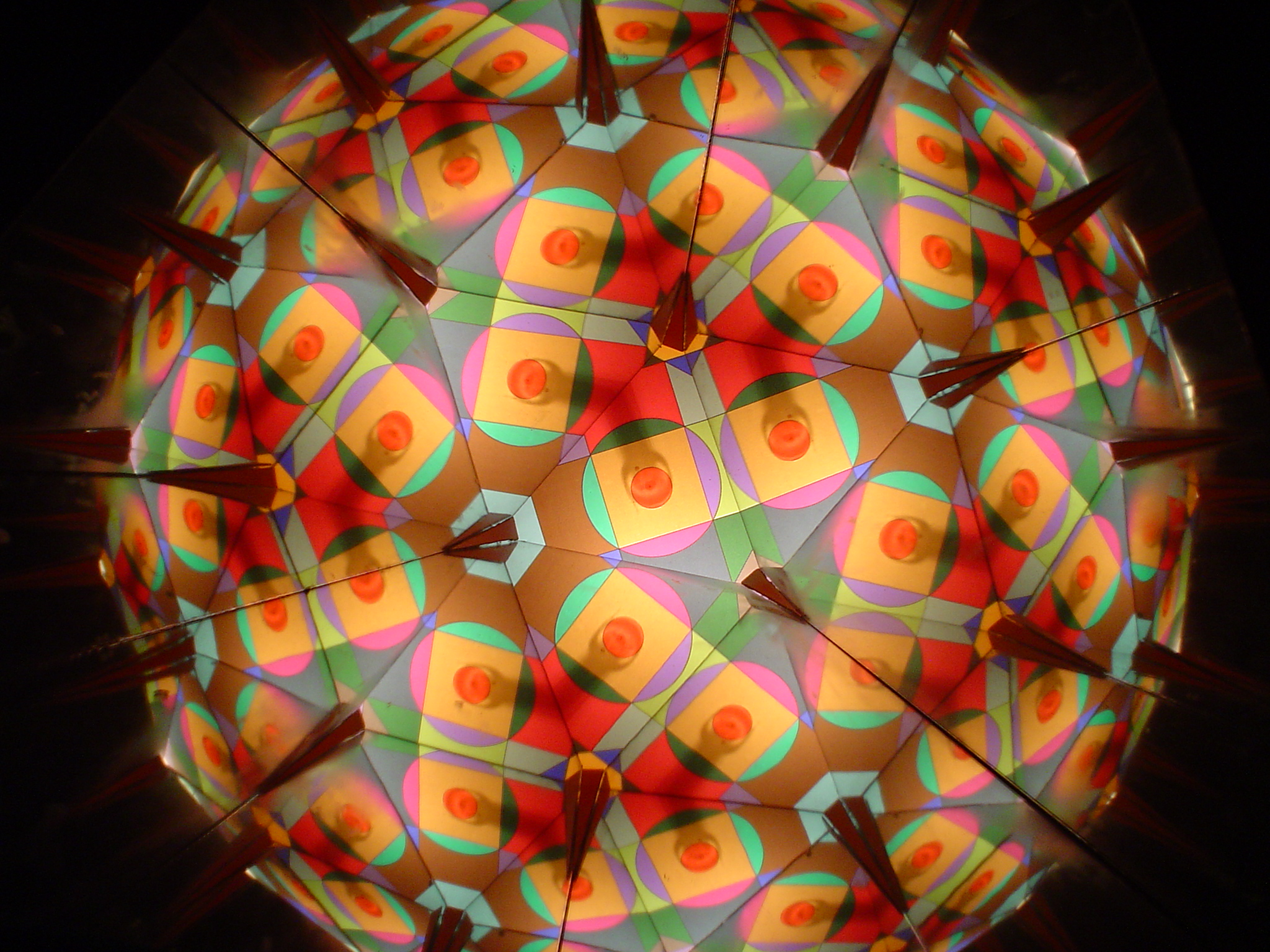

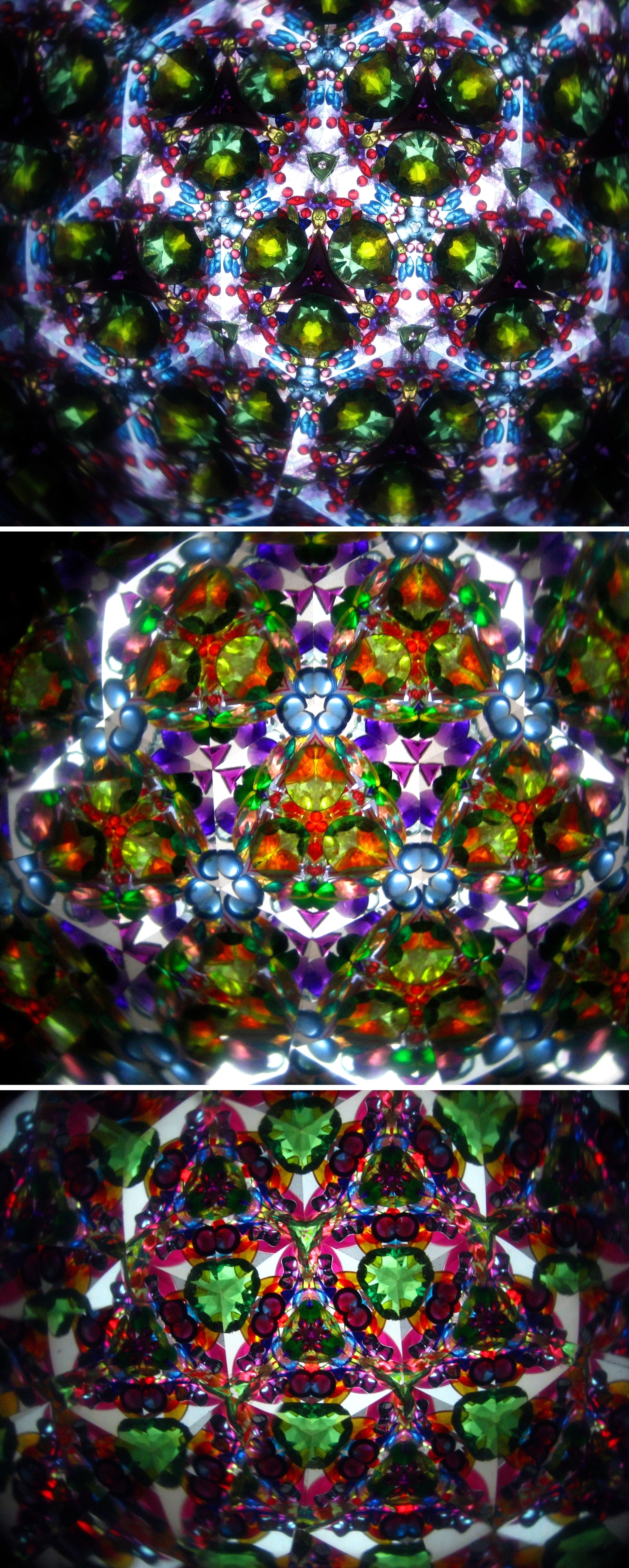
Приклади візерунків, утворених калейдоскопом

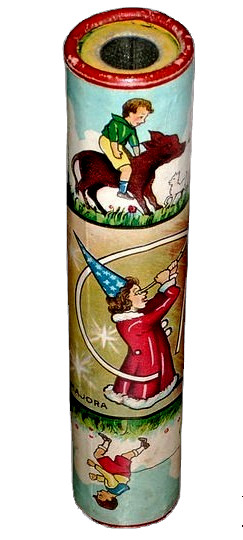
Дитячий калейдоскоп

Калейдоско́п (від грец. καλός — красивий, εἶδος — вид, σκοπέω — дивлюся, спостерігаю) — оптичний прилад, що дозволяє створювати візерунки. У переносному сенсі — швидка зміна явищ, осіб, подій.
Спочатку задуманий як науковий інструмент, калейдоскоп пізніше випускався як іграшка.

## Конструкція
Калейдоскоп найчастіше виконаний у вигляді непрозорої трубки, яка усередині містить систему дзеркал. На одному з кінців трубки закріплено світловий фільтр, інший кінець трубки використовується як окуляр. Світловий фільтр іграшкового калейдоскопа утворений двома паралельними скельцями, що закріплені паралельно на відстані кількох міліметрів одне від одного. Зовнішнє скельце звичайно є матовим. Між скельцями насипають прозорі шматочки кольрового скла або пласмаси. Система дзеркал представлена трьома (іноді два або більше трьох) складеними під кутом поздовжніми дзеркальними пластинками.
Зображення кольорових елементів світлового фільтру взаємно відбиваються в дзеркалах і утворюють симетричні візерунки. При повертанні трубки навколо поздовжньої осі ці візерунки змінюються завдяки пересипанню елементів світлового фільтра.
Різне взаємне розташування дзеркал дозволяє отримати різну кількість дубльованих зображень: 45° — 8, 60° — 6, 90° — 4.

## Історія
Прилад був відомий ще у Стародавній Греції.
У 1816 році під час проведення експерименту з поляризацією світла калейдоскоп був заново віднайдений шотландським фізиком Девідом Брюстером. Патент на винахід був оформлений через два роки опісля.
Спочатку калейдоскоп являв собою трубки з парами дзеркал на одному кінці та парами напівпрозорих дисків на іншому і бісер між ними. Брюстер обрав відомого розробника ахроматів Філіпа Карпентера як єдиного виробника калейдоскопа у 1817 році. Започатковане виробництво обернулося надзвичайним успіхом: всього за три місяці у Лондоні та Парижі було продано 200 000 калейдоскопів. Розуміючи, що компанія не може задовольнити шалений рівень попиту, 17 травня 1818 Брюстер попросив Карпентера дозволити іншим виробникам випускати калейдоскопи, на що той погодився.
Брюстер сподівався добре заробити на популярності свого винаходу, проте прогалина у його заявці на патент дозволила іншим копіювати його винахід.